# Николо-Петровка
Николо-Петровка— село в Минусинском районе Красноярского края в составе Городокского сельсовета.

## География
Село находится на южном берегу Тубинского залива на севере района примерно в  23 километрах по прямой на север от города Минусинск.

## Климат
Климат характеризуется суровой продолжительной зимой с длительными морозами и устойчивым снежным покровом. Средняя температура января -22.4ºС с возможным понижением до -57º С. В отдельные теплые дни теплых зим возможно повышение температуры воздуха до положительных значений. Весна поздняя, короткая, прохладная. Ясная ветреная погода и увеличение продолжительности солнечного сияния способствует быстрому прогреванию и просыханию почвы. Лето наступает в конце мая и продолжается 2.5 месяца. Средняя температура самого теплого месяца июля +16.9º С. Осенний период вдвое продолжительнее весеннего, характеризуется  ранними заморозками. Средняя годовая температуры воздуха -3.4º С. Годовое количество осадков –  510 мм. Максимальное за год количество осадков выпадает в июле-августе. Зимний сезон относительно сухой. Устойчивый снежный покров образуется в начале ноября. 

## История
Село возникло в 1908 г. Основали село выходцы из Полтавской и Воронежской губерний. В 1911 г. в Николо-Петровке числилось 88 дворов и 433 жителя. В советское время работал колхоз «Красный маяк». В 1959 году в село переселились жители из села Потрошилово, которое ушло под затопление водами водохранилища Красноярской ГЭС.

## Население
Постоянное население составляло 652 человека в 2002 году (93% русские), 507 в 2010.

## Инфраструктура
Действует средняя школа, детский сад, Дом культуры, библиотека, ФАП, почта, магазины частных предпринимателей.